# Eleccions legislatives austríaques de 2017
Les eleccions legislatives austríaques de 2017 es van celebrar el 15 d'octubre de 2017, per renovar els 183 diputats del Consell Nacional, la cambra baixa del parlament d'Àustria.
El Partit Popular va guanyar les eleccions i el Partit Socialdemòcrata va quedar en segona posició. Amb un escó menys que l'SPÖ, va quedar l'ultradretà Partit Liberal, obtenint els millors resultats de la història. D'altra banda, els Verds van perdre més de la meitat del seu electorat i van quedar fora del parlament. Una escissió dels Verds, la Llista Pilz, va aconseguir entrar al Consell Nacional amb un 4,4% dels vots.

## Antecedents
A les eleccions de 2013, l'SPÖ i l'ÖVP van aconseguir renovar el govern liderat per Werner Faymann.
El 9 de maig de 2016, el canceller Faymann va presentar la seva dimissió i va ser succeït per Christian Kern, també del Partit Socialdemòcrata.
El 2016, Alexander Van der Bellen, ecologista, esdevé president d'Àustria després de guanyar les eleccions presidencials. Va ser la primera vegada que un candidat que no és de cap dels dos partits tradicionals aconseguia la presidència del país. Ni els candidats de l'SPÖ ni de l'ÖVP van aconseguir passar a la segona volta. Pràcticament durant tota la legislatura, el Partit Liberal (FPÖ) va liderar els sondejos i ho feia tendint a l'alça, tal com passava en altres països europeus al mateix temps.
Al maig de 2017, el líder del Partit Popular, Reinhold Mitterlehner, va dimitir i va ser succeït pel jove Sebastian Kurz, Ministre d'Afers Exteriors, de només 30 anys. Kurz va negociar amb Kern la convocatòria d'eleccions anticipades.
El 17 de maig, Eva Glawischnig renuncia a liderar els Verds, al·ludint a motius de salut i familiars, però també per la pressió política després de l'expulsió de les joventuts del partit. El 17 de juliol, el diputat ecologista Peter Pilz decideix abandonar el grup parlamentari i al cap d'uns quants dies, uns quants diputats renuncien tornar-se a presentar. El 25 de juliol, Pilz presenta una llista electoral pròpia avalada per quatre diputats, evitant haver de recollir signatures per poder-se presentar a les eleccions.
D'altra banda, la candidata a les presidencials Irmgard Griss va unir-se a NEOS i va presentar-se al segon lloc de la llista.
L'ex-líder de l'FPÖ a Salzburg, Karl Schnell, va concórrer a les eleccions amb una llista alternativa (FLÖ), avalada per tres diputats.

## Sistema electoral
Els 183 diputats del Consell Nacional són escollits per representació proporcional amb llistes desbloquejades. Cada votant pot donar tres preferències a candidats, una a nivell regional, la segona a nivell d'estat i la darrera a nivell federal. El territori se subdivideix en nou circumscripcions, corresponents als estats d'Àustria i en 39 sub-circumscripcions regionals. El nombre de diputats a escollir a cada circumscripció regional és proporcional a la població. La barrera legal és del 4% a nivell federal, encara que un partit pot obtenir un escó en l'adjudicació d'escons a nivell regional si supera el quocient. Els escons s'adjudiquen en tres nivells i en el següent ordre: a nivell de circumscripció regional, a nivell de circumscripció de l'estat i a nivell federal.
- En cada circumscripció regional es calcula el quocient Hare. Cada partit s'endú tants escons com vegades el nombre de vots del partit superi el quocient. Els escons vacants es reparteixen en les següents fases.
- A nivell de cada estat es realitzen els següents càlculs: els partits que hagin obtingut un 4% a nivell federal reben tants diputats com vegades se superi el quocient Hare calculat a nivell d'estat, menys el nombre d'escons ja assignats en aquell estat durant la fase regional.
- La resta d'escons vacants es reparteixen amb el sistema d'Hondt segons els resultats nacionals. Es pot donar el cas que un partit obtingui més escons que els que donaria el sistema d'Hondt.

## Candidatures
Els partits que es van presentar a les eleccions en totes van ser:
- Partit Socialdemòcrata d'Àustria (SPÖ)
- Partit Popular d'Àustria (ÖVP)
- Partit Liberal d'Àustria (FPÖ)
- Els Verds (GRÜNE)
- NEOS - La Nova Àustria i Fòrum Liberal (NEOS)
- Llista Peter Pilz (PILZ)
- Llista Lliure d'Àustria (FLÖ)
- Els Blancs (WEIßE)
- El meu vot compta! (G!LT)
- Partit Comunista d'Àustria i Joventuts dels Vers (KPÖ Plus)
- Partit Cristià d'Àustria (CPÖ)
- Partit Socialista d'Esquerra (SLP)
- Partit de sortida d'Àustria de la Unió Europea (EUAUS)
- Partit dels Homes d'Àustria (M)
- Nou Moviment pel Futur (NBZ)
- Sense llars en política (ODP)

## Resultat
|                                                                               |                                                        |           |       |       |        |     |
| Partit                                                                        | Partit                                                 | Vots      | %     | +/–   | Escons | +/– |
|                                                                               | Partit Popular d'Àustria (ÖVP)                         | 1.595.526 | 31,47 | +7,48 | 62     | +15 |
|                                                                               | Partit Socialdemòcrata d'Àustria (SPÖ)                 | 1.361.746 | 26,86 | +0,03 | 52     | ±0  |
|                                                                               | Partit Liberal d'Àustria (FPÖ)                         | 1.316.442 | 25,96 | +5,45 | 51     | +11 |
|                                                                               | NEOS – La Nova Àustria i Fòrum Liberal (NEOS)          | 268.518   | 5,29  | +0,33 | 10     | +1  |
|                                                                               | Llista Peter Pilz (PILZ)                               | 223.543   | 4,40  | Nou   | 8      | Nou |
|                                                                               | Els Verds (GRÜNE)                                      | 192.638   | 3,80  | –8,62 | 0      | –24 |
|                                                                               | El meu vot compta! (G!LT)                              | 48.234    | 0,95  | Nou   | 0      | Nou |
|                                                                               | Partit Comunista d'Àustria (KPÖ Plus)                  | 39.689    | 0,78  | –0,25 | 0      | ±0  |
|                                                                               | Els Blancs (WEIßE)                                     | 9.167     | 0,18  | Nou   | 0      | Nou |
|                                                                               | Llista Lliure d'Àustria (FLÖ)                          | 8.889     | 0,18  | Nou   | 0      | Nou |
|                                                                               | Nou Moviment pel Futur (NBZ)                           | 2.724     | 0,05  | Nou   | 0      | Nou |
|                                                                               | Sense llars en política (ODP)                          | 0.761     | 0,02  | Nou   | 0      | Nou |
|                                                                               | Partit Socialista d'Esquerra (SLP)                     | 0.713     | 0,01  | ±0,00 | 0      | ±0  |
|                                                                               | Partit de sortida d'Àustria de la Unió Europea (EUAUS) | 0.693     | 0,01  | ±0,00 | 0      | ±0  |
|                                                                               | Partit Cristià d'Àustria (CPÖ)                         | 0.425     | 0,00  | –0,13 | 0      | ±0  |
|                                                                               | Partit dels Homes d'Àustria (M)                        | 0.221     | 0,00  | –0,00 | 0      | ±0  |
| Vots en blanc i nuls                                                          | Vots en blanc i nuls                                   | 50.952    | –     | –     | –      | –   |
| Total                                                                         | Total                                                  | 5.120.881 | 100   | –     | 183    | ±0  |
| Cens/participació                                                             | Cens/participació                                      | 6.400.993 | 80    | –     | –      | –   |
| Font: Ministeri de l'Interior d'Àustria Arxivat 2019-09-29 a Wayback Machine. |                                                        |           |       |       |        |     |

El Partit Popular (ÖVP) va guanyar les eleccions per primer cop des del 2002. El Partit Socialdemòcrata (SPÖ) va quedar en segona posició seguit amb molt poc marge pel Partit Liberal (FPÖ), que van obtenir el millor resultat de la història. NEOS va aconseguir mantenir els resultats de 2013. Els Verds es van quedar fora del parlament per primer cop des que van aconseguir-hi entrar el 1986. Els dissidents ecologistes de la Llista Pilz van aconseguir entrar al Consell Nacional amb el 4,4% dels vots.

## Formació de govern
El 20 d'octubre, el president Van der Bellen, va manar formar govern a Sebastian Kurz. El 22 d'octubre, després que Kurz hagués parlat amb els líders de tots els partits parlamentaris, el canciller Kern va anunciar que l'SPÖ es prepararia per estar a l'oposició.
El 25 d'octubre, Kurz va iniciar negociacions anb el FPÖ per establir una coalició de govern, que es va materialitzar amb la presentació del govern en una roda de premsa el 16 de desembre, resultant amb un govern de coalició amb 8 ministres de l'ÖVP i 6 de l'FPÖ. Van der Bellen va aprovar el nou govern, que va ser investit el 18 de desembre.